# Winnipeg
Winnipegⓘ – miasto w Kanadzie, stolica kanadyjskiej prowincji Manitoba. W 2004 r. liczyło 672 tys. mieszkańców.
Leży u zbiegu rzek Assiniboine i Red River, około 100 km na północ od granicy ze Stanami Zjednoczonymi i około 55 km na południe od jeziora Winnipeg.

## Historia
Francuscy handlarze futrami dotarli do okolic obecnego miasta już w 1738 i założyli faktorię Fort Rouge. Jednak właściwy zalążek miasta to placówka handlowa, którą założył Henry McKenney w 1862. Miasto otrzymało prawa miejskie w 1873. W momencie pierwszego spotkania rady miejskiej w 1874 miasto miało 3700 mieszkańców, mieszkających w drewnianych chatach.
Ogromny rozrost miasta rozpoczął się po ukończeniu Kolei Transkanadyjskiej w 1885.
Napływ wielkiej liczby imigrantów, wysokie ceny zbytu zboża, łatwo dostępny kapitał i ulepszone techniki rolnicze przyczyniły się do tego szybkiego wzrostu. Miasto stało się handlową, administracyjną i finansową stolicą kanadyjskiego Zachodu. W 1911 miasto było czwartym co do wielkości ośrodkiem przemysłowym Kanady.
Ten pomyślny okres zakończył się około 1914, kiedy miasto wpadło w recesję. Duża inflacja i bezrobocie doprowadziło do wybuchu wielkiego strajku generalnego między 15 maja i 25 czerwca 1919. Był to najważniejszy strajk robotników w historii Kanady. Po wielkim krachu w 1929 sytuacja gospodarcza miasta pogorszyła się jeszcze bardziej. Dopiero w okresie II wojny światowej miasto zaczęło wychodzić z chronicznych kłopotów gospodarczych. W latach powojennych miasto wróciło na ścieżkę wolniejszego już wzrostu, ale powoli utraciło swój status jako stolica gospodarcza regionu na rzecz innych ośrodków miejskich na zachodzie Kanady.

## Demografia
Spośród 696 265 mieszkańców, których udało się objąć badaniem, dla 67,8% mieszkańców (471 825) językiem ojczystym jest angielski, dla 3,2% (22 390) francuski, dla 25,8% (179 355) jest nim inny pojedynczy język (w tym najczęstszy, 6,4%, tagalog (filipiński)). Dla 0,4% (2 780) jednocześnie angielski i francuski, a dla 2,7% (18 955) angielski i/lub francuski oraz inny język (2016). Używanie języka polskiego zadeklarowało 0,7% badanych.

## Gospodarka
W mieście rozwinął się przemysł maszynowy, spożywczy, metalowy, środków transportu, odzieżowy, materiałów budowlanych, chemiczny oraz poligraficzny.

## Edukacja
W Winnipeg działa pięć szkół wyższych:
- Uniwersytet Manitoby (anglojęzyczny)
- Uniwersytet Winnipeg (anglojęzyczny)
- Collège universitaire de Saint-Boniface (francuskojęzyczny)
- Canadian Mennonite University (anglojęzyczny)
- Red River College (anglojęzyczny)

## Sport
- Winnipeg Jets – klub hokejowy

## Miasta partnerskie
- Setagaya, Japonia
- Reykjavík, Islandia
- Minneapolis, Stany Zjednoczone
- Lwów, Ukraina
- Manila, Filipiny
- Taizhong, Republika Chińska
- Kuopio, Finlandia
- Beer Szewa, Izrael
- Chengdu, Chińska Republika Ludowa
- Jinju, Korea Południowa
- San Nicolás de los Garza, Meksyk